# Harpalus intactus
Harpalus intactus är en skalbaggsart som beskrevs av Thomas Casey. Harpalus intactus ingår i släktet Harpalus och familjen jordlöpare. Inga underarter finns listade i Catalogue of Life.